# ハプト数

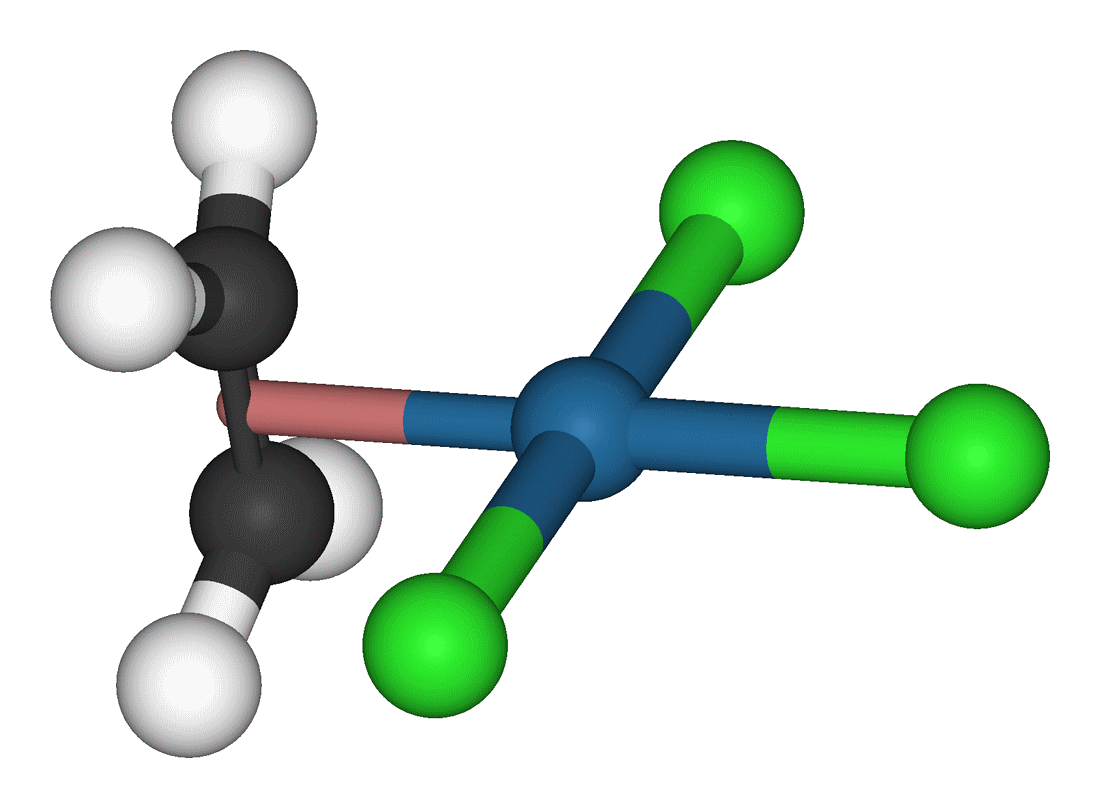
ツァイゼ塩のアニオン [PtCl_{3}(η^{2}-C_{2}H_{4})]^{−} では、エチレンの2つの炭素が白金に対して等価に配位しているため、ハプト数は 2 となる。

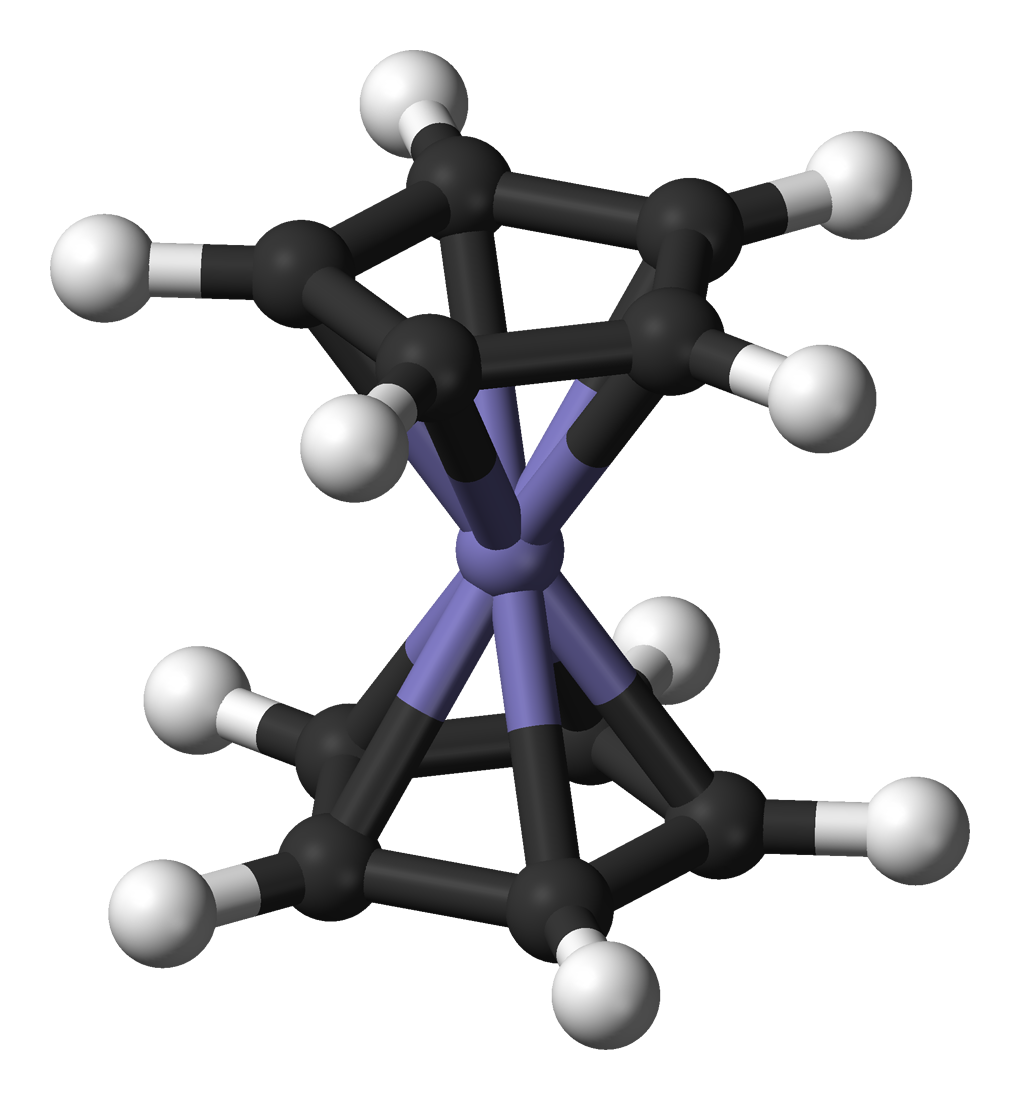
bis(η^{5}-cyclopentadienyl)iron(II)　（フェロセン）は、シクロペンタジエニル配位子がハプト数5で鉄に配位した錯体である。

ハプト数 (ハプトすう、英: Hapticity) は、錯体化学において、錯体の構造を記述するときに用いられる数である。
古典的なウェルナー型錯体では、配位子となる分子のうち、ひとつの原子だけが金属との間に配位結合を形成する。一方、ツァイゼ塩に代表されるように、 π結合を持つ分子などが配位子となる場合は、いくつかの隣接原子が金属に対して等価に配位することがある。このような錯体において、金属に対して等価な隣接原子数をハプト数という。金属に配位している原子が 1 個のみ（ ハプト数 1 ）の場合は、特に理由がない限り用いない。
ハプト数は配位子の前にギリシア文字のη（エータ）を置き、配位原子数を上付きで表示する。例えば、bis(η5-cyclopentadienyl)iron(II) （フェロセン）は、シクロペンタジエンの5個の炭素が等価に鉄に配位していることを示している。

## 歴史
1950年代以降のX線回折やNMRの発展によって、 フェロセンをはじめとする非ウェルナー型錯体の構造が次々明らかにされるとともに、新しい有機金属錯体が多数合成されるようになった。これらの化合物はそれまでの命名法では一意に命名できなかったため、1968年にフランク・アルバート・コットンによってハプト数の概念が提唱され、ギリシア語で「締める・閉じる」を意味するηαπτειν (haptein) から頭文字の η を接頭辞として採用し、「ハプト」hapto と呼ぶことにした。

## 配位座数
ハプト数と同様に、金属錯体における配位子の状態を書き表すものに配位座数（denticity）がある。配位座数は、配位可能な部位を複数持つ分子（多座配位子）のうち、金属に結合している原子を特に強調するために用いられるもので、対象となる原子の直前にギリシア文字のκ（カッパ）を置き、結合原子数を上付き数字で示す。ハプト数と異なり、それぞれの配位座が隣接しているとは限らない。
例えば、[NiBr2(Me2PCH2CH2PMe2)] であれば、ニッケルに配位しているリンにκをつけて、[dibromido[ethane-1,2-diylbis(dimethylphosphane)-κ2P]nickel(II) と表記する。